# 面会 (家族法)
家族法における面会（めんかい、contact、アメリカ合衆国ではvisitation）とは、子供が生活の中で親やその他の重要な人と接触する仕方の一つを示す言葉であり、親が家庭の子供に関して持つ権利や特権の一つである。
大抵の国では、国連の委員会による子どもの権利条約が批准された後では、面会を意味するaccess（会う権利）という言葉は、contact（交流すること）という言葉に置き換えられている。用語の変更は、家族法における実質的な変更を反映したものである。親はもはや、子供に対する養育権（custody）や面会権（access）を与えられるのではない。その代わりに、両方の親と親子の関係を保つことが、子供に認められるのである。

## 概念
大抵の司法システムにおいては、カップルに子供が生まれると、カップルの関係の特質は変わる。法律においては、カップルが異性の場合と同性の場合とでは、結果に差があることがある。また、カップルが結婚による場合と、市民的連合（オランダで、しばしばパートナーシップと呼ばれる）による場合と、同棲（いくつかの州では慣習法による結婚と呼ばれる）による場合とでは、結果に差があることがある。全ての子供は、幼い年月の間は、多かれ少なかれ、親の監督に服する。すなわち、子供が自分の行動の責任を取れるまでに充分に成熟したと考えられる年齢に到達するまで、未成年と呼ばれる無能力の状態が課せられる。面会権と養育権の問題は、相互に影響し、重なり合い、親が子供に対して行うケアや訓育の全ての状況を反映している。面会権を実施する上で、裁判所の司法権が及ぶ範囲は、両親間の関係の特質によって変わる。両親が結婚している場合には、裁判所は、法律上の別居、婚姻の無効宣告、離婚などの法的手続きを進める一環として、面会する権利を整備するであろう。両親が結婚以外の関係である場合には、いずれかの配偶者、パートナー、生物学上の親（不法の性的関係による父親を含む）、養子関係の親、法的後見人、子供の利益を守るために任命された代理人らの要請により、司法権は発動されるであろう。

## 背景となる政策
国親（公共政策と、最善の利益の概念を参照）を明確に適用することにより、大抵の州は、訴訟手続きに関与する子供の利益を、第一で最高の関心事として取り扱っている。子供は通常は訴訟の直接の当事者ではないので、裁判所は、子供の利益を守るために子供の代理人を任命する権限を持つなど、選択の幅を持っている。激しい言い争いがあるなど、子供の福祉状態を問うことが重要になるほどに、家族関係が断絶するケースでは、このことは特に重要である。超国家的なレベルでは、国連の子供の権利委員会は、子供の福祉に関するいかなる手続きにおいても、子供に発言を許すことが必要であると強調している。意義深いことに、子どもの権利委員会は、用語を「養育権」や「面会権」から、「共に暮らすこと」、「交流を保つこと」に変更するよう提唱している。
しかしながら、養育と訓育の問題をかかえるケースにおける最も普通の法的結論は、母親は幼い子供を養育するのに常に適しているという性的偏見を助長するものである。司法権によっては公式には、以前に安定的な家族関係があった場合には、共同育児の設定を好む場合もあるが、多くの州では公式には、母親に味方する反駁可能な推定を行っており、反駁には不当に高度なレベルの証拠を必要としている。その結果として多くの州では、養育の貧弱な記録を示す女性に味方して、男性が完全な形の面会権を得ることを否定している。それで、父親の権利や男性の権利運動に代表される政治的な潮流が、アメリカ合衆国やイギリス連合王国や西側諸国で発展しており、50%ずつの育児を要求している（面会や訪問という語は古い時代の言葉であると考えられており、こうした運動では育児の時間という語を好んで用いている）。このシステムの下では、養育に関する法的な決定は不要であり、双方の親に対して、子供と共にいる等しい時間を過ごす権利が与えられる。例えば、「正義ための父親」、「父と子のアメリカ連合ACFC」、「非同居親の権利の同盟ANCPR」、「父と子の全国会議NCFC」のようなグループは、全国的に、また国際的に活動している。新興都市ならず者、バンドエイド、生活援助名声のボブ・ゲルドフは、イギリス連合王国のそうした運動の指導者の一人であり、「抗議する親たち」、「お父さんのための太陽の正義」のキャンペーンを行っている。

## EUの法律における親の責任
ヨーロッパ共同体は、親の責任に関する全ての判決の実施・容認や、司法権についての規則の調和を維持するために開催された2201/2003規制会議を通じて、家族法の判決を相互的に容認する仕組みを構築している。その目的は、親の責任に関する命令が、同一の手順により、確実に容認されて実施されることである。子供が定常的に居住している加盟国の裁判所は、親の責任について命令を下す最初の司法権を持っている。EUの他の国の裁判所は、以下の場合を除いて、その判決を実行する。
- その判決が他の加盟国の公共政策を侵害する場合‥‥極めてありそうもないことである

- 真の緊急事態である場合を除いて、その子供が、意見を聞かれる機会を与えられなかった場合（あらゆるケースで、全ての子供がその年齢や成熟度に応じて、適正に重視されてその意見を聞かれることが、基本的な権利であることは、ヨーロッパ共同体基本的権利の憲章第24条により規定されている。また、公権力が始める場合も、私的な機関が始める場合も、子供の利益に影響を及ぼすあらゆるケースにおいて、子どもの最善の利益が、先ず第一に考慮されなければならないことが規定されている）。

- 親としての責任を侵害する判決であるというその人の主張が聞かれる機会を与えられなかった場合、あるいはその人が防御の準備をするための適当な時間が与えられなかった場合（自然の正義を見よ）、そしてその判決が他の判決と両立しない場合（ある特定の状況下）

2002年5月の委員会による提案に続いて、親の責任に関する規制が、2003年11月27日に採択されて、2005年3月1日より施行される。それを以下に示す。
二人の親が、異なる加盟国に住む場合でも、面会の権利に関する判決を、自動的に容認し実行することにより、子供が両方の親と交流を保つ権利を確実なものにしている。
そして、ヨーロッパ共同体の内部での、親による子供の誘拐を防いでいる。誘拐が行われる前に子供が住んでいた加盟国の裁判所が、常に司法権を持っている。より有利な扱いを受けることを期待して、自国へ子供を誘拐して行く親もいる。誘拐した親が住む国の裁判所は、以下のような必要な場合に、直ちに子供を連れ戻すことを拒むことができるだけである。それは、連れ戻されることにより、子供に重大な危険が生じる場合か、その子供がある年齢に達して成熟しており、連れ戻されることを望まない場合である。
しかし、誘拐される前に子供が住んでいた国の裁判所が、子供が住むべき場所を決める最終的な判断を行う。そして、その判断は現在住んでいる国においても、受け入れられる義務がある。

## イギリス法における面会
面会の命令は、子供の法律1989のs8の規定により、子供と共に住んでいる人に対して、命令文の中に名前を挙げてある人を子供が訪問し、宿泊し、交流をすることを求める目的で下される。面会の命令は、子供が16歳になるまで継続する。子供が、地方権力のケアを受けていない場合には、以下の人々は、面会の命令が下されることを求めることができる。
- 親あるいは子供の後見人（s10(4)(a)）
- その子供に関する居住の命令を受けている人（s10(4)(b)）
- その子供が家族の一員として共に暮らしている義理の親（s10(5)(a)）
- 子供が3年以上一緒に暮らしたことがある人（3年は継続していなくてもよいが、最近を含む必要がある）（s10(5)(b)）
- 次の人
a）すでに住居の命令がある場合に、その命令を受けた全ての人が同意する人
b）子供が地方権力のケアを受けている場合には、その地方権力が同意する人
c）子供のための親としての責任を持つ全ての人が同意する人

もし、申請者が、権利が無くてその申請を行うことができない場合には、申請を行う許可を裁判所に求めることができる。その許可を出すかどうかを審査するにあたって、裁判所はs10(9)の規定により、以下のことを考慮する。
- 申請の特質
- 子供と申請者との関係
- 申請によって交流が行われることにより、子供に害を与える程度にまで、子供の生活を妨害するかもしれない危険の度合い

s11の規定により、裁判所は命令を下すに際して時間が長引かないように努力する義務を持つ。16歳を超える子供に対しては、例外的な状況においてのみ、交流の命令を下す。交流は、対面する面会のように直接的な場合もあり、クリスマスカードの交換やビデオや手紙のように間接的な場合もある。交流の設定や日時を限定する命令もあるが、当事者が協議して細部の設定を決めるような緩やかな命令もある。交流の命令は、子供との交流を求める親についてのみ下されるのではなく、兄弟姉妹相互の交流や、子供と拡大家族のメンバーとの交流についても下される。また、交流が第三者によって監督されるべきであるという命令が下されることが時々ある。命令は、特定の期間についてのみ下されることもあり、特定の期間にだけ作用する対策を含むこともある。裁判所の命令があっても実行しないことは、法廷侮辱であり、重大な結果を招くことがある。
交流は、子供の教育などの議論に対して、基本的な概念の変更をもたらした。イングランドとウェールズの司法制度における子供の法律1989（そしてスコットランドの子供の法律1995）より以前にも、大人は子供に面会することが許されると考えられていたが、今では子供に、大人（あるいは義理の兄弟姉妹）と交流することが認められている。子供の法律1989以後、16年が経過したが、イングランドの法律や裁判官やマスコミにおいても、今もなお「共に暮らすことと交流」ではなくて「養育と面会」の言葉が時々使われる。ある法的組織が、差はわずかであって言葉だけの問題であると論じたこともあり、「子供に、父親との交流が許される」ではなくて、「父親は子供と交流すべき」という命令を下す裁判官もいる。
この法律では極めて明白に、居住命令は、いろいろな方法で、同居している親にさらに権利を与え、同居していない親が持つ親としての責任を減じている。（ホッゲット）。それ故、養育：一緒に暮らすこと、あるいは面会：交流することという言葉は、ある状況では家族法においては、互いに交換可能な概念である。交流と同居、養育と面会について、「もう勝者が全部を取るのではない」という主張は、筋が通っていない。

## アメリカ合衆国における面会
一般的に言って、面会とは、子供の非同居親が当然持っている一つの特権であると考えられている。アメリカ合衆国の大抵の州の家庭裁判所が定める標準的な面会とは、隔週の週末と休暇の何日かである（もし非同居親が、共同育児による時間の増加を許されていないのならば、通常は1ヶ月に4日間ほどである）。
しかしながら州によって異なるが、13歳ごろの子供は、政府の干渉なしに、どの親の家に住むべきかを選択することができるのが一般的である。
親は（そして司法制度によっては祖父母も）、面会あるいは交流の権利を持っているとしばしば考えている。しかしながら、いくつかの地域の裁判所では、子どもの最善の利益という本来的な理念が、親や祖父母による子供との面会を否定するために用いられている。これは、誰が子供を養育するかについての論争があり、面会を妨げた履歴があるケースにおいて、しばしば見られる。そのような強い争いがあるケースでは、しばしば子供の虐待や、ドメスティックバイオレンスの主張がある。
強い争いがあるケースでは、面会は、ソーシャルワーカー、心理学の専門家、子供の代理人、その他の第三者によって、非同居親が子供と面会をしている間、監督されることがある。
多くの非同居の親は、監督付きでない面会を許可する命令を得ている。こうした面会の多くは、しばしば同居親の住居から離れて行われる。非同居の親は多くの場合、宿泊つきの面会、週末の面会、休暇中の面会を許される。
親どうしは、養育を共同で行うこともある。また面会を許すことに同意することもある。そういう状況では、裁判所の命令は不要であるかもしれないが、何を合意したかについて後日争うことを防ぐために、あるいは裁判所による子供への監視を求めるために、裁判所の命令が求められることが時々ある（裁判所においては、子供は、通常は法の下にあり、国親parens patriaeの権限の下にある）。

## 日本における面会
日本においては、非同居親による面会について、かつては法的な保証は無かった。面会は、家庭裁判所がそれを命令する前に、長期にわたる裁判所の調停を必要とし、通常は同居親が賛成した場合にだけ与えられる。理論上は、婚姻が続いている限りは、非同居親は養育の全ての権利を持っているが、面会の拒否が可能であり、離婚が成立するまでは拒否するようにと弁護士が勧める。このようにして、面会は、同居親にとって、離婚の過程において、譲歩を要求するための道具として使うことが可能である。また、裁判所による命令が下った場合においても、面会はしばしば月に数時間であり、年に1回というケースもある。
2011年からは民法改正により、協議離婚した夫婦については、協議で定める「子の監護について必要な事項」の具体例として「父又は母と子との面会及びその他の交流」を民法第766条で規定され、面会交流が認められるようになった。それにより、協議離婚においては非同居親による子供との面会交流については、非同居親が配偶者暴力や児童虐待をする等の恐れがあって子供の福祉に悪影響を及ぼす恐れが高い場合を除いて、原則認められるようになってきている。

## スカイプを用いた面会交流
米国の10余りの州が、バーチャル面会交流の法律を施行している（2009年）。こうした法律は、Eメールや、ウェブ・カメラや、スカイプや、その他のインターネットを用いたサービス機能を、裁判官が面会交流の補助として採用することを認めている。2004年にユタ州のある父親が、4歳の娘とスカイプを用いて面会交流することを、裁判所に求めたことをきっかけとして、こうした法律が最初に作られた。
パソコンの画面を通して会話をすることは、全く何もしないよりは、良いように見える。しかし、パソコン画面いっぱいの父親の顔が、週末の面会交流に匹敵するわけではない。Skypeによる面会交流が、米国の裁判所で広く採用されるようになると、同居親の長距離の転居が、容易に許可されるようになるかもしれない。